# Зелёная Роща (Миллеровский район)
Зелёная Ро́ща — хутор в Миллеровском районе Ростовской области. Входит в состав Мальчевского сельского поселения.

## География

### Улицы
- ул. Восточная,
- ул. Мира,
- ул. Молодёжная,
- ул. Полевая,
- ул. Садовая,
- ул. Центральная,
- ул. Школьная.

## Население
| 2010 |
| ---- |
| 332  |